# Järnaviks naturreservat
Järnavik är ett naturreservat i Ronneby kommun i Blekinge län.
Området är naturskyddat sedan 1971 och har en landareal på 94 hektar. Det är beläget sydväst om Bräkne-Hoby vid Järnavik och består av ett starkt kuperat kustområde.

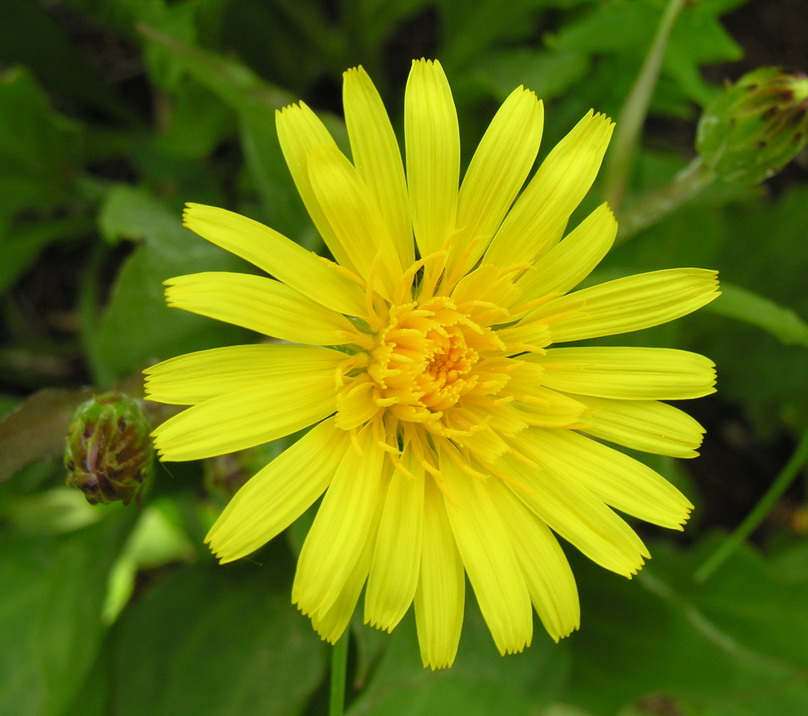
Svinrot

I reservatets norra del växer ädellövskog med ek, lind, lönn, bok, avenbok och alm. På marken växer vitsippa, liljekonvalj, blåsippa, skogsbingel och svalört. Söder om Boabacken finns en liten slåtteräng som sköts traditionellt med slåtter. Ängsskötseln ger upphov till en stor rikedom av örter som gullviva, jungfrulin, prästkrage, brudbröd, ängsskära och svinrot. Där kan man även finna orkidéer som Adam och Eva och nattviol.
Södra delen av reservatet är kargare och runt de isslipade berghällarna växer bland annat backmåra, gul fetknopp och styvmorsviol.
I väster stupar området brant mot havsviken.
Inom reservatet finns ett flertal markerade strövstigar och den större Blekingeleden går genom området. Det finns badplats och småbåtshamn.
Naturreservatet ingår i EU:s ekologiska nätverk, Natura 2000.